# Chico (Teksas)
Chico je grad u američkoj saveznoj državi Teksas. Prema popisu stanovništva iz 2010. u njemu je živjelo 1.002 stanovnika.